# Lai Châu (provincie)
Lai Châu is een provincie van Vietnam.
Lai Châu telt 313.510 inwoners op een oppervlakte van 9065 km².

## Districten
Lai Châu is onderverdeeld in een thị xã (Lai Châu) en vijf districten:
- Mường Tè
- Phong Thổ
- Sìn Hồ
- Tam Đường
- Than Uyên